# Gedanit

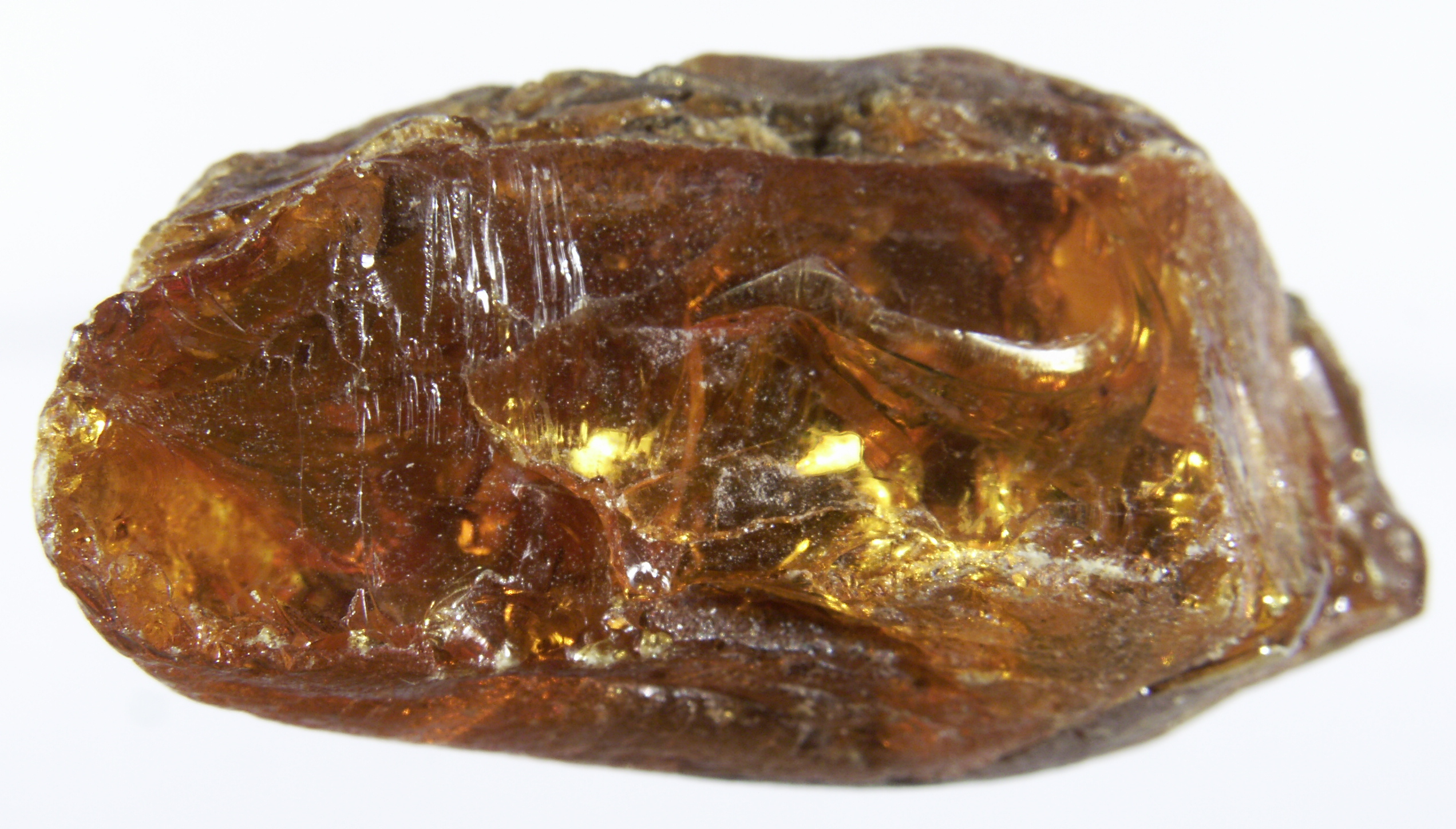
Bryłka gedanitu z Bitterfeld, Niemcy

Gedanit (łac. Gedanum – Gdańsk) – rzadka odmiana żywicy kopalnej niezawierająca kwasu bursztynowego. Nazwa pochodzi od miejsc znajdowania żywicy – okolic Gdańska.